# Прайд-хаус
Прайд-хаус (англ. Pride House, буквальный перевод «Дом гордости») — культурный дом в столице Олимпийских игр, который является гостевой площадкой для спортсменов - представителей ЛГБТ (лесбиянок, геев, бисексуалов и трансгендерных людей), а также их друзей. Прайд-Хаус является аналогом олимпийских Национальных домов. В его задачи входит приветствие разнообразия в спорте и борьба с дискриминацией и гомофобией. Первый подобный дом был создан на Зимних Олимпийских играх в 2010 году.

## Ванкувер 2010
Прайд-Хаус на Зимних Олимпийских играх в 2010 году был создан с официального одобрения Ванкуверского олимпийского оргкомитета. Дом Гордости в Ванкувере был расположен в ресурсном ЛГБТ-центре «Qmunity», находящемся в гей-квартале (англ. Davie Village) района Вест-Энд (англ. West End). Во второй олимпийской столице Уистлере дом находился в Pan Pacific Village Centre. Прайд-Хаус осуществлял информационную и культурную поддержку для ЛГБТ-сообщества, ЛГБТ-спортсменов и гостей Олимпиады. В нём были организованы кинопоказы, фотовыставки, круглые столы по теме взаимоотношения ЛГБТ-людей и спорта, концерты и просто досуговые вечера. Кроме этого, было заявлено о возможности консультаций по предоставлению убежища людям из стран, где гомосексуалы подвергаются дискриминации и уголовному преследованию. Дом Гордости посетили известные канадские спортсмены и открытые гомосексуалы олимпийский чемпион по плаванью Марк Тьюксбери и олимпийская медалистка по плаванью Мэрион Лей, а также американский актёр Стивен Кольбер и мэр Ванкувера Грегор Робертсон.

## Лондон 2012
Прайд-Хаус на Летних Олимпийских играх в 2012 году в Лондоне открылся при официальной поддержке городской мэрии. Дом располагался в районе Limehouse Basin. В нём прошли различные мероприятия: официальные приемы, выставки, семинары, спортивные и культурные мероприятия. Олимпийскими «послами» стали открытые гомосексуалы: баскетболист Джон Амечи, супруг Элтона Джона Дэвид Ферниш, правозащитник Питер Тэтчелл и актёр Стивен Фрай, шорт-трекист Блэйк Скьеллеруп и другие. Целью Прайд-Хауса были объявлены распространение ценностей разнообразия и толерантности, преодоление гомофобии в спорте.

## Сочи 2014
После посещения в 2010 году Ванкувера активисты правозащитного проекта GayRussia.Ru стали инициатором создания Дома гордости на Зимних Олимпийских играх в 2014 году в Сочи. Соответствующие письма о намерениях были направлены в Международный олимпийский комитет (МОК) и в Олимпийский комитет России. МОК выразил поддержку этой идеи. В октябре 2011 года в краснодарское управление Минюста были поданы документы на регистрацию организации «Прайд-хаус в Сочи», целью которой была заявлена борьба с гомофобией в спорте. Однако Минюст отказал в регистрации, сославшись на несоответствие названия организации нормам русского языка. Правозащитники обжаловали отказ в суде. Однако суд отказал в удовлетворении жалобы, более того он признал организацию «экстремистской» поскольку она якобы нарушает нравственность, безопасность государства и общества, сеет вражду, «пропагандирует гомосексуализм» и подрывает суверенитет и целостность России. Правозащитники обжаловали решение районного суда в краевой инстанции, однако получили отказ в связи с пропущенными сроками апелляции.
В связи с решением суда МОК подчеркнул, что Олимпийская хартия запрещает дискриминацию и что комитет будет открыт для всех людей, вне зависимости от ориентации.
9 августа 2012 года в Лондоне во время визита официальной российской олимпийской делегации ЛГБТ-активисты Питер Тэтчелл и представители Европейской спортивной федерации геев и лесбиянок провели акцию протеста против действия российских властей. В ответ министр спорта РФ Виталий Мутко заявил, что его не интересует проблема Прайд-Хауса в Сочи.
В итоге правозащитники направили иск в Европейский суд по правам человека, посчитав что Россия нарушила три статьи Европейской конвенции о защите прав человека и основных свобод: статью 11 (право на свободу ассоциаций), статью 14 (запрет дискриминации) и статью 13 (право на судебную защиту). Активисты попросили приоритетного рассмотрения дела в связи со скорым наступлением Олимпиады. При этом они сообщили что рассматривают альтернативные варианты, в частности открытие Прайд-Хауса на территории национальных культурных олимпийских Домов. ЕСПЧ не стал рассматривать жалобу на отказ в регистрации «Прайд-хауса в Сочи»
Летом 2013 года в связи с принятием в России закона о запрете «пропаганды гомосексуализма» среди несовершеннолетних МОК выразил обеспокоенность и повторно выразил преданность принципу равенства и запрету дискриминации. Аналогичную обеспокоенность выразила Федерации Гей-игр, свою поддержку ЛГБТ-сообществу высказали открытые гомосексуалы и олимпийцы фигурист Джонни Вейр и шорт-трекист Блэйк Скьеллеруп, олимпийская чемпионка Меган Рапино. Возможность участия в организации Прайд-Хауса рассматривает Федерация ЛГБТ-спорта России.

## Пхёнчхан 2018
На Зимних Олимпийских играх в 2018 году в Пхёнчхане в качестве Прайд-Хауса была выделена часть Олимпийского дома Канады.